# Easy (Cro-Lied)
Easy (englisch für „Einfach“) ist ein Lied des deutschen Rappers Cro. Das Stück ist seine Debütsingle und erste Singleauskopplung aus seinem dritten gleichnamigen Mixtape sowie dem Debütalbum Raop und basiert auf einem Sample zu Sunny.

## Entstehung und Artwork
Easy wurde vom Interpreten selbst, unter seinem bürgerlichen Namen Carlo Waibel, geschrieben. Da das Lied auf einem Sample zu Sunny aufbaut, ist dessen Autor, der US-amerikanische Songwriter Bobby Hebb, ebenfalls Urheber des Stücks. Für die Produktion zeichnete eigens Cro verantwortlich. Als ausführender Produzent fungierte der Berliner Produzent Marlon Tubach. Die Abmischung und das Mastering erfolgten durch den aus Trier stammenden Tontechniker Volker Gebhardt.
Auf dem Frontcover der Single ist – außer Künstlernamen und Liedtitel – Cro zu sehen. Es zeigt lediglich sein Gesicht vor weißem Hintergrund, während er eine Pandamaske mit einem umgekehrten Kreuz zwischen den Augen trägt, die lange Zeit zu seinem Markenzeichen wurde und seinen Blick nach unten gerichtet hat. Die Interpretenangabe und der Liedtitel sind zentral angeordnet, wobei „Easy“ als „EΔSY“ stilisiert wurde. Das Frontcover der sogenannten „Limited Maxi Edition“ ist um Konfetti erweitert.

## Veröffentlichung und Promotion

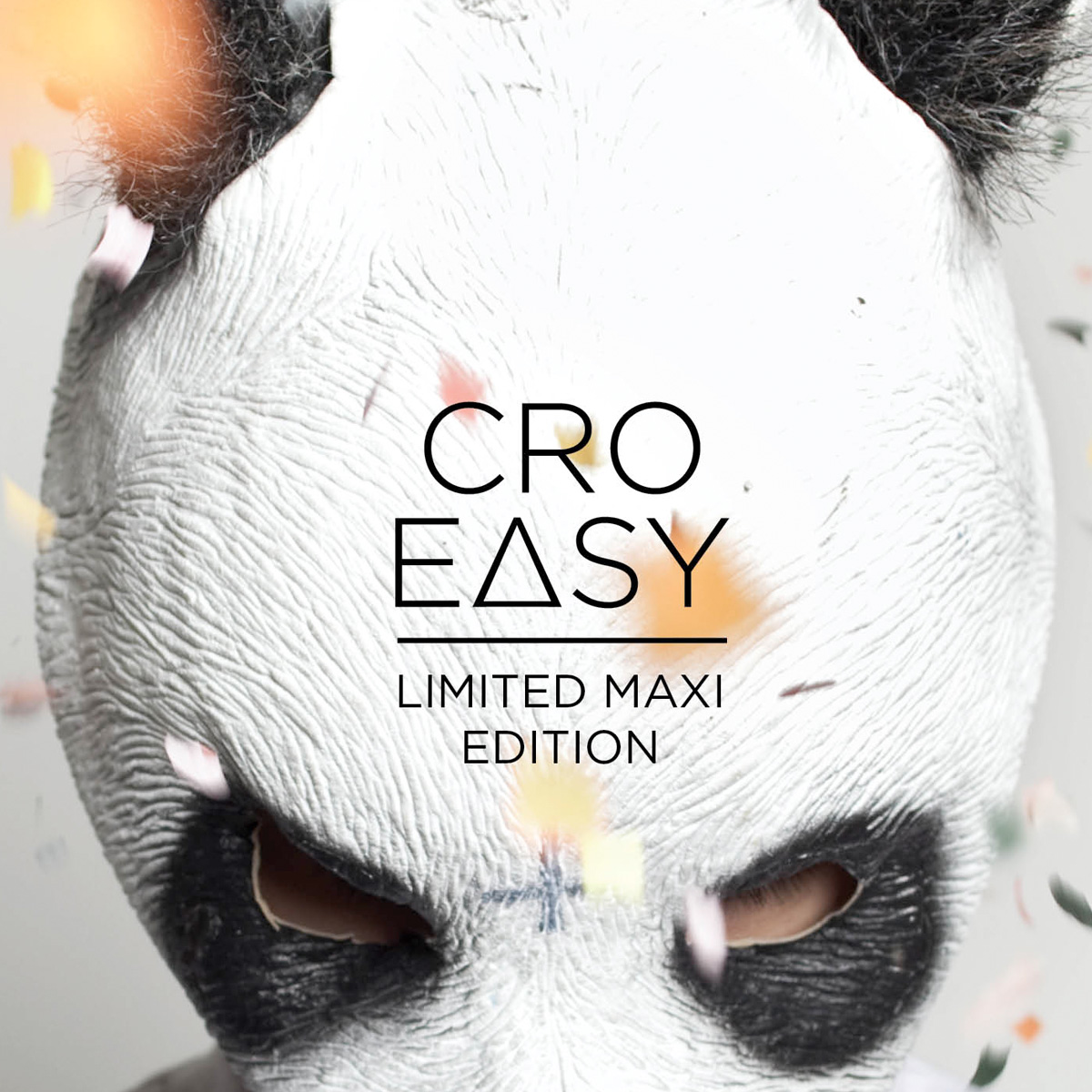
Frontcover zur „Limited Maxi Edition“.

Die Erstveröffentlichung von Easy erfolgte als Teil von Cro’s drittem gleichnamigen Mixtape am 2. Dezember 2011. Das Mixtape erschien zunächst zum kostenlosen Download als ZIP-Datei. Am 23. März 2012 erschien das Lied erstmals als Single. Die Single erschien als CD durch das Musiklabel Chimperator Productions. Der Vertrieb erfolgte durch Groove Attack, verlegt wurde das Lied durch die Sub-Verlage Campbell Connelly und den Connelly Musikverlag sowie den Originalverlag Universal Music Publishing. Die Maxi-Single beinhaltet neben der Albumversion eine A-cappella- und Instrumentalversion sowie das Musikvideo zu Easy als B-Seiten.
Zeitgleich mit der regulären Single erschien die sogenannte „Limited Maxi Edition“. Diese unterscheidet sich mit den darauf vorhandenen B-Seiten Hi Kids, Konfetti und Lieblingssong. Diese Variante erschien ebenfalls auf CD, exklusiv bei Amazon und ist auf 2.000 Exemplare limitiert. Das Lied Hi Kids entstammt dem Easy-Mixtape. Die Lieder Konfetti und Lieblingssong erschienen exklusiv auf der „Limited Maxi Edition“ zu Easy.
Am 6. Juli 2012 erschien Easy als Teil von Cro’s Debütalbum Raop. Auf der zeitgleich erschienenen „Premium-Edition“ befindet sich als Bonus ein Remix von Guido Craveiro wieder. Im Jahr 2015 nahm Cro das Lied, im Rahmen seiner Teilnahme an einem MTV Unplugged, in akustischer Form auf. Das dazugehörige Album beziehungsweise Videoalbum erschien am 3. Juli 2015.
Zum 10-jährigen Jubiläum von Easy erschienen Ende 2021 einige neue Remixe unter der Bezeichnung Easy X. Den Anfang machte ein Remix vom deutschen DJ Felix Jaehn am 26. November 2021. Drei Tage später, dem 29. November 2021, erschien ein Remix vom deutschen Popsänger Roosevelt. Wiederum zwei Tage später, dem 1. Dezember 2021, erschienen zeitgleich eine sogenannte „Re-Recorded“-Version von Cro selbst sowie ein sogenanntes „Rework“ von Lambert. Alle Titel erschienen jeweils als Einzeltracks zum Download und Streaming. Am 3. Dezember 2021 erschienen alle vier Neuauflagen gebündelt auf einer EP. Die EP erschien auch als kostenlose CD, die über eine eigens eingerichtete Internetseite zur erwerben war. Die CD ist auf eine unbekannte Stückzahl limitiert; zum Erwerb musste man Fragen, die sich mit Cro befassten, beantworten.
Um das Lied zu bewerben, erfolgte unter anderem ein Liveauftritt in der ZDF-Show Wetten, dass..? am 6. Oktober 2012. Ein weiterer Auftritt erfolgte in der Late-Night-Show Neo Magazin Royale, wobei Cro zusammen mit Jan Böhmermann und dem sogenannten „Geekchester“ das Lied mittels selbst zusammengebastelten Instrumenten, aus verschiedensten elektronischen Utensilien, aufführte.

## Hintergrund
Cro verriet dem Kurier gegenüber, dass er trotz des kommerziellen Erfolgs von Easy nicht viel mit dem Lied verdient habe. Es habe allein ein halbes Jahr gedauert, bis die Witwe von Bobby Hebb sich überhaupt einmal gemeldet hätte, um über die Genehmigung des Samples von Sunny zu verhandeln. Sie habe der Verwendung zugesagt, aber nur unter der Prämisse, dass sie alle Einnahmen bekäme und so hätte sie schließlich alles bekommen. Er selbst habe „vielleicht“ 15 Prozent der Einnahmen bekommen, denn sie habe sich sogar die Rechte am Text gesichert. Das sei ihm aber egal gewesen, ihm war es wichtig es rauszubringen. Das Lied sei für ihn so viel mehr wert als Geld und es habe ihm zum Durchbruch verholfen.

## Inhalt
Der Liedtext zu Easy ist, anders als es der Liedtitel vermuten lässt, in deutscher Sprache verfasst. Der Titel selbst bedeutet ins Deutsche übersetzt: „Einfach“. Die Musik und der Text wurden gemeinsam von Bobby Hebb und Cro geschrieben beziehungsweise komponiert. Der US-amerikanische Songwriter Hebb tritt als Komponist und Texter beziehungsweise Urheber in Erscheinung, weil Easy auf seinem Lied Sunny aufbaut. Sunny erschien ursprünglich im Jahr 1965 durch die Interpretation von Mieko Hirota. Musikalisch bewegt sich Easy im Bereich des deutschen Hip-Hops, stilistisch im Bereich des Pop-Raps. Das Tempo beträgt 96 Schläge pro Minute. Die Tonart ist G-Dur. Am Anfang des Liedes preist Cro seine Rapkunst, indem er sich mit Jay-Z vergleicht und sagt, dass er seine Instrumentals selbst produziert. Anschließend wechselt das Thema auf die Beziehung zu einer Frau und der Künstler nennt Aspekte, die ihn zu einer Flucht vor dieser bewegen würden. Darunter zählt er Heirat und Schwangerschaft. Schließlich flüchtet er vor ihr und freut sich, dass sie nicht mehr da ist. Neben Jay-Z finden sich auch Anspielungen auf AC/DC, Eazy-E und Solange Knowles sowie auf den Titel Runaway von Kanye West und Pusha T wieder. Im Gegensatz dazu, dass Cro froh über den Weggang einer Affäre ist, schrieb Heeb das Original im Jahr 1963 in Erinnerung an seinen Bruder Hal, der im November desselben Jahres, einen Tag nach der Ermordung John F. Kennedys, durch eine Messerstecherei in Nashville ums Leben kam.
In der SWR3-Rubrik „Die größten Hits und ihre Geschichte“ erzählte Cro, dass die Wortspiele mit „Easy“ eher zufälliger Weise entstanden seien. Er habe Sunny gesampelt und die ersten drei Takte seien noch leer gewesen und auf dem vierten sei das „Easy“ von Bobby Hebb gewesen. Cro dachte sich einfach: „Okay, ich baue es dann mit ein“. Zum Glück seien ihm dann zwölf bis 13 Wortspiele zu „Easy“ eingefallen, die Reime drumherum zu bauen sei dann auch nicht mehr das Problem gewesen.
| „Sunny (ehh). Ich weiß schon, du heißt Isi, aber ist mir egal. Ich nenn’ dich lieber Sunny (ehh). Ab jetzt wird alles easy, denn du bist nicht mehr da (ehh).“ – Hook, Originalauszug | Easy verfügt über die Besonderheit, das es keinen wirklichen Refrain besitzt. Cro rappt von Beginn an die einzelnen Strophen, bis gegen Ende eine Hook mit Refrain-Charakter einsetzt. Nachdem sich die Hook nochmals wiederholt hat, endet das Lied mit dem Outro, das sich lediglich aus der wiederholenden Zeile „Easy, ea-, ea-; ea-, ea“ zusammensetzt. |

## Musikvideo
Das Musikvideo zu Easy feierte seine Premiere auf der Videoplattform YouTube am 23. November 2011. Es zeigt eine Frau, gespielt von Sula Starridou, welche den Text des Liedes lippensynchron rappt und dabei durch eine Wohnung geht, in der immer neue Situationen, die sich am Liedtext orientieren, dargestellt werden. Anschließend wechselt der Drehort nach draußen, wo die Frau auf einem Skatepark sowie Fahrrad fahrend weiter rappt. In der Wohnung kommt es unter anderem zu einem Cameoauftritt von Leyla Mert, bekannt aus der fünften Staffel von Germany’s Next Topmodel. Die Gesamtlänge des Videos beträgt 2:58 Minuten. Regie führte der Heilbronner Harris Hodovic. Bis Februar 2025 zählte das Musikvideo über 71,1 Millionen Aufrufe bei YouTube. Das Musikvideo war für den Echo Pop im Jahr 2013 nominiert, musste sich jedoch in einer Online-Abstimmung Stardust von Lena geschlagen geben.

## Mitwirkende
| Liedproduktion - Volker Gebhardt: Abmischung, Mastering - Bobby Hebb: Komponist, Liedtexter - Marlon Tubach: Ausführender Produzent - Carlo Waibel (Cro): Komponist, Liedtexter, Musikproduzent Musikvideo - Nena Frei: Maskenbildner - Harris Hodovic: Regisseur - Patrick Kamal: Filmeditor, Kameramann - Leyla Mert: Schauspieler - Jörg-Michael Schneider: Kameraassistent - Sula Starridou: Schauspieler | Unternehmen - Campbell Connelly: Sub-Verlag - Chimperator Productions: Musiklabel - Connelly Musikverlag: Sub-Verlag - Groove Attack: Vertrieb - Universal Music Publishing: Verlag - Weare8Film: Filmproduzent (Musikvideo) |

## Rezeption

### Preise
Am 6. Dezember 2012 erhielt Easy eine 1 Live Krone in der Kategorie „Beste Single“. Das Lied setzte sich dabei gegen Lila Wolken (Marteria, Yasha & Miss Platnum), One Day / Reckoning Song (Asaf Avidan & The Mojos / Wankelmut), Stardust (Lena) und Tage wie diese (Die Toten Hosen) durch.

### Rezensionen
Simon Langemann vom deutschsprachigen Online-Magazin Laut.de bewertete das Mixtape Easy mit vier von fünf Sternen. Er ist der Meinung, dass der „Titeltrack“ bereits im Vorfeld einen vielversprechenden Ausblick auf Cros erste Chimperator-Veröffentlichung (Raop) gewähre. Der „entspannte Beat“ baue zwar von vorne bis hinten auf einen „viertaktigen Loop“ mit „jazzigen Harmonien“, doch dank den mit Wortspielen gespickten Zeilen käme auch ganz ohne Hookline keine Langeweile auf.
Kevin Holtmann von Plattentests.de bewertete Raop mit sechs von zehn Punkten und hob Easy während seiner Rezension als eines von drei „Highlights“ hervor. Er beschrieb das Lied als „recht cleverer Ohrwurm“ für die Sommertage, was „logischerweise“ auch am Bobby-Hebb-Sample liege.

## Kommerzieller Erfolg

### Chartplatzierungen

#### Easy
Easy erreichte in Deutschland Rang zwei der Singlecharts und musste sich lediglich Heart Skips a Beat von Olly Murs und Rizzle Kicks geschlagen geben. Die Single hielt sich acht Wochen in den Top 10 und 51 Wochen in den Top 100. Easy war der höchste Neueinsteiger in der Chartwoche des 6. April 2012 und für einen Zeitraum von zwei Wochen der erfolgreichste deutschsprachige Titel in den Charts. In Österreich erreichte die Single Rang vier und platzierte sich sieben Wochen in den Top 10 sowie 45 Wochen in den Charts. In der Schweiz erreichte Easy mit Rang 22 seine beste Chartnotierung und hielt sich 43 Wochen in den Top 100.
2012 platzierte sich Easy auf Rang 19 der deutschen Single-Jahrescharts sowie auf Rang 17 in Österreich und Rang 63 in der Schweiz. Für Cro war es in allen drei Ländern der erste Single-Charterfolg.
| ChartsChartplatzierungen | Höchstplatzierung | Wochen |
| ------------------------ | ----------------- | ------ |
| Deutschland (GfK)        | 2 (51 Wo.)        | 51     |
| Österreich (Ö3)          | 4 (53 Wo.)        | 53     |
| Schweiz (IFPI)           | 22 (43 Wo.)       | 43     |

| ChartsJahrescharts (2012) | Platzierung |
| ------------------------- | ----------- |
| Deutschland (GfK)         | 19          |
| Österreich (Ö3)           | 17          |
| Schweiz (IFPI)            | 63          |

| ChartsJahrescharts (2010–2019) | Platzierung |
| ------------------------------ | ----------- |
| Österreich (Ö3)                | 42          |

#### Easy X
Easy X erreichte am 3. Dezember 2021 Rang 88 der deutschen Singlecharts und konnte sich lediglich diese eine Woche in den Top 100 platzieren. Darüber hinaus platzierte sich das Lied auf Rang elf der Dancecharts und Rang 85 der Streamingcharts. Für Cro wurde Easy X zum 44. Charterfolg als Interpret sowie zum 42. Charterfolg als Autor in Deutschland. Jeahn erreichte hiermit, inklusive des Charterfolgs mit seinem Musikprojekt Eff, zum 21. Mal die Singlecharts in Deutschland als Interpret sowie zum 20. Mal als Produzent und zum 18. Mal als Autor.
| ChartsChartplatzierungen | Höchstplatzierung | Wochen |
| ------------------------ | ----------------- | ------ |
| Deutschland (GfK)        | 88 (1 Wo.)        | 1      |

### Auszeichnungen für Musikverkäufe
Im Jahr 2024 wurde Easy mit einer dreifachen Platin-Schallplatte für über 900.000 verkaufte Einheiten in Deutschland ausgezeichnet. Im Jahr der Singleveröffentlichung erlangte das Lied bereits Platin-Status. In Österreich und der Schweiz wurde Easy je mit Platin ausgezeichnet. Damit bekam die Single im deutschsprachigen Raum fünf Mal Platin für über 960.000 verkaufte Einheiten verliehen. Für Cro ist es nach Traum und Bye Bye die drittmeistverkaufte Single in seiner Karriere (Stand: Dezember 2022). Darüber hinaus zählt das Lied zu den meistverkauften Rapsongs in Deutschland.
| Land/Region        | Auszeichnungen für Musikverkäufe (Land/Region, Auszeichnung, Verkäufe) | Verkäufe |
| ------------------ | ---------------------------------------------------------------------- | -------- |
| Deutschland (BVMI) | 3× Platin                                                              | 900.000  |
| Österreich (IFPI)  | Platin                                                                 | 30.000   |
| Schweiz (IFPI)     | Platin                                                                 | 30.000   |
| Insgesamt          | 5× Platin ·                                                            | 960.000  |

## Coverversionen
- 2014: Jan Böhmermann, der deutsche Satiriker parodierte das Lied unter dem Titel ISIS. Er parodierte das Stück im Rahmen seiner Late-Night-Show Neo Magazin, Auslöser hierzu war ein Artikel der Bild-Zeitung, die Verbindungen zwischen Deutschrap und der Organisation Islamischer Staat sah.[50]
- 2016: Marz, der deutsche Rapper aus Stuttgart coverte Easy für sein drittes Album I Love 2 Hate unter dem Titel Wenn du das hörst.[51] Das Album erschien erstmals am 30. September 2016.[52]